# Joel Hirschhorn
Joel Hirschhorn (Nueva York, Estados Unidos, 18 de diciembre de 1937-Thousand Oaks (California), 17 de septiembre de 2005) fue un compositor de canciones estadounidense, especialmente recordado por haber compuesto la canción The Morning After en 1972 junto al también compositor Al Kasha. Esta canción ganó el premio Óscar a la mejor canción original de dicho año, cuando aparecía en la película La aventura del Poseidón donde era interpretada por la cantante Maureen McGovern.
Dos años después, compuso, de nuevo acompañado por Al Kasha, la canción We May Never Love Like This Again, que nuevamente consiguió el premio Óscar a la mejor canción original. Esta canción estaba incluida en la banda sonora de la película The Towering Inferno, donde era interpreta, al igual que la canción anterior, por Maureen McGovern.

## Premios y distinciones
Premios Óscar
| Año  | Categoría              | Canción                              | Película                 | Resultado |
| ---- | ---------------------- | ------------------------------------ | ------------------------ | --------- |
| 1973 | Mejor canción original | «The Morning After»                  | La aventura del Poseidón | Ganador   |
| 1975 | Mejor canción original | «We may never love likes this again» | El coloso en llamas      | Ganador   |
| 1978 | Mejor orquestación     | Mejor orquestación                   | Pedro y el dragón Elliot | Nominado  |
| 1978 | Mejor canción original | "Candle on the Water"                | Pedro y el dragón Elliot | Nominado  |